# Cerodontha nartshukae
Cerodontha nartshukae är en tvåvingeart som beskrevs av Zlobin 1984. Cerodontha nartshukae ingår i släktet Cerodontha och familjen minerarflugor. Inga underarter finns listade i Catalogue of Life.